# 아르마스 애이키애
아르마스 애이키애(핀란드어: Armas Äikiä, 1904년 3월 14일 ~ 1965년 3월 20일)는 핀란드의 시인이자 공산주의 문학가로, 카렐리야 공화국의 옛 국가를 작곡하였다.
1920년부터 신문사에서 일하기 시작하였다. 후에 핀란드가 소련에 합병되었지만, 자신은 살아남았다.